# Iso Hietajärvi (sjö i Suomussalmi, Kajanaland, Finland)
Iso Hietajärvi eller Hietajärvi är en sjö i Finland. Den ligger i kommunen Suomussalmi i landskapet Kajanaland, i den nordöstra delen av landet, 600 km norr om huvudstaden Helsingfors. Iso Hietajärvi ligger 229,8 meter över havet. Arean är 77,7 hektar och strandlinjen är 4,3 kilometer lång. Sjön  ingår i Uleälvens huvudavrinningsområde. 